# 薩帕鎮區 (堪薩斯州第開特縣)
薩帕鎮區（英語：Sappa Township）為美國堪薩斯州第開特縣轄下的鎮區。2010年美国人口普查中此鎮區人口有36人。

## 地理
薩帕鎮區涵蓋總面積為93.3平方（36.01平方英里），其中陸地面積為93.2平方（35.99平方英里），水域面積為0.052平方（0.02平方英里）或0.06%。海拔高度836（2,743英尺）。

## 人口統計
根據2010年美國人口普查，薩帕鎮區人口有36人，其中男性有15人，女性有21人，人口密度為每平方公里0.39人，住房計17戶。鎮區內的白人有32人，非裔美國人有2人，美洲原住民有0人，亞裔美國人有2人，太平洋島裔美國人有0人，其他種族有0人，混血種族則有0人。此外鎮區內有0人為西班牙裔或拉丁裔美國人。此鎮區之年齡中位數為45.5歲，而男性年齡中位數為50.5歲，女性年齡中位數為44.5歲。

## 交通

### 主要公路
- 36號美國國道